# 4st 7lb
"4st 7lb" é uma canção da banda britânica de rock Manic Street Preachers, parte do álbum The Holy Bible, lançado em 1994.
A gravação de guitarras na música, por meio do vocalista James Dean Bradfield, possui uso de reverb. Liricamente, "4st 7lb" trata-se de um estágio avançado de anorexia nervosa de uma jovem. A música tem certa ligação com o estado do músico Richey Edwards, autor da letra, que lutava contra a doença, segundo relatos confirmados pelo baixista Nicky Wire.
A canção recebeu elogios da crítica especializada.

## Ficha técnica
Manic Street Preachers
- James Dean Bradfield – vocais, guitarra, produção musical
- Richey Edwards – letras, produção musical
- Nicky Wire – baixo, produção musical
- Sean Moore – bateria, produção musical

Equipe técnica
- Alex Silva – engenharia de som
- Mark Freegard – mixagem